# 白井寿昭
- 白井壽昭

白井 寿昭（しらい としあき、1945年1月13日 - ）は、日本の競馬評論家。日本中央競馬会（JRA）の元調教師。所属は栗東トレーニングセンター。
戸籍上の表記は白井 壽昭だが、JRAでは旧字体等の登録が認められていない為、「寿昭」に修正して登録、引退後の活動名も修正表記で行う。

## 経歴
広島県呉市生まれ、大阪府育ち。立命館大学経営学部在学中はマンドリンクラブに所属していた。大学卒業後、1968年に京都・上田武司厩舎で厩務員となる。1973年には同厩舎の調教助手となり、1978年に調教師免許取得。
初出走は1979年10月6日の中京競馬第9競走のハルカボシで14着、初勝利は1980年3月23日の阪神競馬第8競走のスズカセイコーで、延べ46頭目であった。
2015年2月28日付けで定年により調教師を引退した。
引退後はサンケイスポーツと週刊Gallopで競馬評論家として活動している。
馬の血統論には特にこだわりを持っており、また、管理にあっては馬体重を重要視していた。

## 調教師成績
|            | 日付           | 競走名   | 馬名             | 頭数 | 人気 | 着順 |
| ---------- | -------------- | -------- | ---------------- | ---- | ---- | ---- |
| 初出走     | 1979年10月6日  | -        | ハルカボシ       | 14頭 | -    | 14着 |
| 初勝利     | 1980年3月23日  | -        | スズカセイコー   | -    | -    | 1着  |
| 重賞初出走 | 1979年12月16日 | 愛知杯   | サンシュウエース | 10頭 | 8    | 7着  |
| 重賞初勝利 | 1980年8月24日  | 小倉記念 | スズカシンプウ   | 15頭 | 6    | 1着  |
| GI初出走   | 1985年11月17日 | マイルCS | コーリンオー     | 16頭 | 3    | 12着 |
| GI初勝利   | 1995年5月21日  | 優駿牝馬 | ダンスパートナー | 18頭 | 3    | 1着  |

### 表彰
- 調教技術賞（関西）

1982年
- 優秀調教師賞（関西）

1984年、1985年、1996年 - 1998年、2003年
- JRA賞

最多賞金獲得調教師 - 1999年

## 主な管理馬

### GI級競走優勝馬
太字はGI級競走
- ダンスパートナー（1995年優駿牝馬、1996年エリザベス女王杯、京阪杯）
- スペシャルウィーク（1998年東京優駿、弥生賞、京都新聞杯、きさらぎ賞、1999年天皇賞（春）、天皇賞（秋）、ジャパンカップ、アメリカジョッキークラブカップ、阪神大賞典）
- アグネスデジタル（1999年全日本3歳優駿、2000年マイルチャンピオンシップ、名古屋優駿、ユニコーンステークス、2001年マイルチャンピオンシップ南部杯・天皇賞（秋）・香港カップ、日本テレビ盃、2002年フェブラリーステークス、2003年安田記念）
- メイショウボーラー（2003年デイリー杯2歳ステークス、小倉2歳ステークス、2005年フェブラリーステークス、ガーネットステークス、根岸ステークス）
- フサイチパンドラ（2006年エリザベス女王杯、2007年札幌記念）

### グレード制重賞優勝馬
- イズミスター（1986年金鯱賞）
- ニチドウサンダー（1990年シンザン記念）
- オースミポイント（1993年京成杯）
- マルブツサンキスト（1993年小倉記念）
- ザスクープ（1996年京都大障害）
- オースミマックス（1997年小倉大賞典）
- シルクフェニックス（1997年・1998年エンプレス杯）
- ビッグバイキング（1999年京都4歳特別）
- オースミジェット（1999年・2000年平安ステークス、名古屋大賞典、マーキュリーカップ、1999年アンタレスステークス）
- フェラーリピサ（2007年兵庫チャンピオンシップ、2008年エルムステークス、2009年根岸ステークス）
- ライブコンサート（2010年京都金杯）

## 主な厩舎所属者
※太字は門下生。括弧内は厩舎所属期間と所属中の職分。
- 松田博資（1979年 - 1981年 騎手）
- 岡田稲男（1980年 - 1982年 調教助手）
- 山内研二（1985年 - 1987年 騎手）
- 小屋敷昭（1999年 - 2000年 騎手、2000年 - 2015年 調教助手）
- 白坂聡（2006年 - 2007年 騎手）